# Branipole
Branipole (Bulgaars: Браниполе) is een dorp in Bulgarije. Het dorp is gelegen in de gemeente Rodopi, oblast Plovdiv. Het dorp ligt hemelsbreed 7 kilometer ten zuiden van Plovdiv en 135 kilometer ten zuiden van Sofia. 

## Bevolking
Op 31 december 2020 telde het dorp Branipole 2.757 inwoners. Het inwonersaantal is tussen 1934 tot 2020 bijna vervijfvoudigd.
|  |

In het dorp wonen voornamelijk etnische Bulgaren en Turken. In de optionele volkstelling van 2011 identificeerden 1.269 van de 1.881 ondervraagden zichzelf als etnische Bulgaren, oftewel 67,5%. Het overige deel van de bevolking bestond vooral uit etnische Turken (602 personen, oftewel 32%).
| Etnische samenstelling van de respondenten (2011) | Etnische samenstelling van de respondenten (2011) | Etnische samenstelling van de respondenten (2011) | Etnische samenstelling van de respondenten (2011) | Etnische samenstelling van de respondenten (2011) |
| ------------------------------------------------- | ------------------------------------------------- | ------------------------------------------------- | ------------------------------------------------- | ------------------------------------------------- |
|                                                   |                                                   |                                                   |                                                   |                                                   |
| Bulgaren                                          | Bulgaren                                          |                                                   | 67,5%                                             | 67,5%                                             |
| Turken                                            | Turken                                            |                                                   | 32,0%                                             | 32,0%                                             |
| Roma                                              | Roma                                              |                                                   | 0,0%                                              | 0,0%                                              |
| Anders/Onbekend                                   | Anders/Onbekend                                   |                                                   | 0,5%                                              | 0,5%                                              |